# Dolmen dels Cantons
El Dolmen dels Cantons dit també Llipoter és un dolmen situat al terme d'Espolla, (Alt Empordà), inclòs a l'Inventari del Patrimoni Arqueològic i Paleontològic de Catalunya.
Situat al paratge conegut com els Cantons. Forma part dels Dòlmens d'Espolla va ser descobert i identificat el 1995. Aquest fet ha provocat que no hagi tingut els estudis tan aprofundits com sí que han tingut la resta de monuments megalítics, com sí que ha passat amb els més antics. El va descobrir un veí d'Espolla mentre anava a la cacera del senglar.
El seu nom ve perquè es troba en un bosc de roures, alzines i arboços. Aquest arbust rep localment el nom de llipoter.
Possible sepulcre de corredor, amb cambra trapezoidal o rectangular i passadís estret.

## Localització
Des d'Espolla cal prendre un camí fins al veïnat dels Vilars, on arribarem després de 2 km. en direcció nord.
Des del veïnat cal enfilar-se per la pista que voreja el puig Castellar pel costat oriental.Passats 1,5 km,s'arriba a la font de la Verna.Des d'aquí es connecta amb la pista que ve per la banda occidental del puig Castellar, i se segueix cap al nord-oest uns 750m. fins que trobem un trencant a la dreta que duu a una barraca de caçadors.
La pista puja cap a l'oest uns 800m.Després agafarem un camí que va direcció nord i recorreguts 750m. veurem una barraca de carboner a l'esquerra del camí. Uns 25m. més amunt en el vessant del bosc trobarem aquest dolmen.

## Descripció
De la coberta només en queda un fragment rectangular, situat darrere de la capçalera. Presenta senyals de desbastament a la cara interna i els caires repicats.
Probablement l'accés a la cambra devia ser un corredor de murs de pedra seca o lloses, axial a la cambra, del qual, sense excavar, sembla que no se n'observen restes.
El túmul era de tendència circular, fet amb rebliment de pedregar i terra. L'anell extern de contenció devia estar format per grans blocs ajaguts.
Pel seu tipus arquitectònic indeterminat, Josep Tarrús (2002), el situa cronològicament entre la segona i la tercera fase dels sepulcres megalítics de l'Alt Empordà - Rosselló, és a dir, a la segona meitat -finals del IV mil·lenni aC.
El seu estat de conservació és regular, atès que només es conserva part de la cambra situada al seu lloc, majoritàriament molt malmesa i restes del túmul i de l'anell de contenció extern al davant de la cambra.